# Mario Llerenas Ochoa
Mario Llerenas Ochoa fue un político mexicano miembro del Partido Revolucionario Institucional. Fue diputado local suplente de Melchor Fierro Contreras en la XXXIX Legislatura del Congreso del Estado de Colima. Además, Llerenas Ochoa fue diputado federal por el I Distrito Electoral Federal de Colima en la XLVI Legislatura del Congreso de la Unión de México. Fue Secretario General de la Sección 40 del Sindicato de Trabajadores Petroleros de la República Mexicana en 1960. 